# Olga Knorring
Olga Evertovna von Knorring, (Ольга Эвертовна фон Кнорринг ; elle abandonne le von après 1917) née le 23 mai 1887 (4 juin dans le calendrier grégorien) et morte en 1978, est une botaniste russe puis soviétique, d'origine germano-balte.
Elle collabora avec Komarov à l'institut de botanique de l'Académie des sciences d'URSS à Léningrad et qui fut fameuse pour avoir parcouru plus de soixante fois l'Asie centrale au cours d'expéditions botaniques. Elle était spécialiste de taxonomie des espèces végétales supérieures et de géobotanique et membre de la Société botanique de Russie depuis 1916.

## Biographie
Olga Knorring est la dernière fille d'Evert Casimir von Knorring (1843-1888), descendant de la noblesse allemande de la Baltique et qui meurt quelques mois après sa naissance. Sa mère, née Lioubov Arsenievna Chabicheva (morte en 1893), est russe, aussi les six enfants du mariage sont-ils baptisés dans l'orthodoxie. Olga Knorring demeure toute sa vie à Saint-Pétersbourg, renommée ensuite Pétrograd, puis Léningrad.
Elle entreprend ses premières expéditions botaniques dans le Turkestan russe et en Asie centrale avant la Première Guerre mondiale, à l'instar d'Olga Fedtchenko, dont elle sera proche du fils, le botaniste Boris Fedtchenko, sa vie durant. Olga Knorring parcourt de nombreuses fois ces contrées, notamment pour la Société d'État des migrations dépendant du ministère de l'Agriculture (avant 1914) et entre 1931 et 1932 pour l'institut du caoutchouc.
Olga Knorring travaille à l'institut de botanique Komarov qui dépend de l'Académie des sciences d'URSS. Elle laisse plusieurs publications
, notamment sur la flore d'Asie centrale. Elle était l'épouse du géographe et géologue Sergueï Semionovitch Neoustrouïev (1874-1928) qui explora avec elle et d'autres scientifiques entre 1911 et 1914 le Tian Shan occidental, l'Alaï, la vallée de Ferghana, jusqu'au Pamir, etc.

## Plantes étudiées
- (Asteraceae) Lepidolopha fedtschenkoana[5]
- (Lamiaceae) Phlomis alaica
- (Lamiaceae) Phlomis angrenica
- (Lamiaceae) Phlomis cyclodon
- (Lamiaceae) Phlomis tenuis
- (Lamiaceae) Phlomis zenaidae (en hommage à Zinaïda Botchantseva)

## Hommages
- Knorringia(Czukav.) Tzvelev, 1987

## Publications
- (ru) En collaboration avec V.L. Nekrassova et A.G. Borissova, Pour le quatre-vingt-dixième anniversaire de la naissance de Boris Alexeïevitch Fedtchenko (1872-1947), in: Botanitcheski journal, éditions de l'Académie des sciences d'URSS, tome 47, no 6, Moscou-Léningrad, 1962, p. 897–907
- (ru) En collaboration avec V.L. Komarov, S.G. Gorchkova, M.M. Ilyne, O.I. Kouzeneva, O.A. Mouravieva, A.I. Tolmatchev, B.K. Chichkine, E.I. Steinberg, I.T. Vassiltchenko, Sileneoidae et Centrospermae, p. 438–554, in:  La Flore de l'URSS, vol. 6, 1970
- (ru) Ботанико-географические наблюдения на Памире в 1913 году [Expéditions botanico-géographiques au Pamir en 1913], collection Известий Главного Ботанического сада РСФСР, Т.22, Petrograd, éditions ГБС, 1923

## Adresse
- 9 quai Mytninskaïa, appartement 6, Léningrad ; Ленинград, Мытнинская наб., 9, кв. 6[6].